# Miss Li

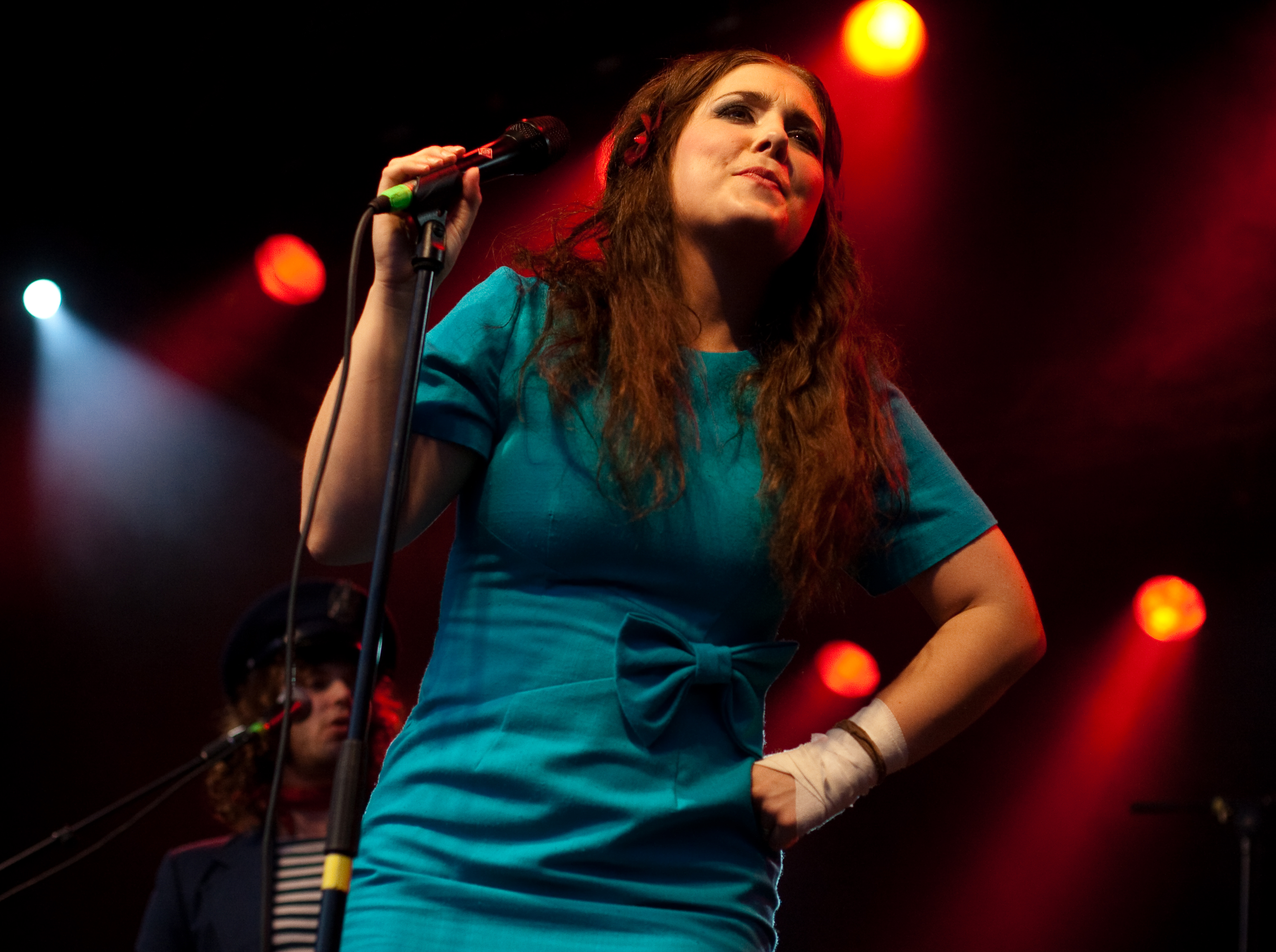
Miss Li (2009)

Miss Li (* 6. Juli 1982 in Borlänge; eigentlich Linda Carlsson) ist eine schwedische Sängerin und Pianistin. Charakteristisch für ihre Musik ist eine Mischung von Elementen aus Jazz, Pop, Blues, Soul, Dark Cabaret und Country-Musik.
Sie wurde unter anderem durch die vielfältige Verwendung ihrer Songs in US-amerikanischen Fernsehserien und Werbespots bekannt. So fand ihr Song Don’t Try to Fool Me in den Fernsehserien Grey’s Anatomy und Weeds – Kleine Deals unter Nachbarn Verwendung. Außerdem wurde das Stück Bourgeois Shangri-La in einem Werbespot für einen Apple iPod sowie das Stück Oh Boy in einem Werbespot für einen Volvo C70 verwendet.

## Leben
Während ihrer Jugendzeit in ihrem schwedischen Heimatort, der Industriestadt Borlänge, experimentierte Linda Carlsson mit Musik aus verschiedensten Genres (u. a. Klassik, Jazz, Hard Rock, Punk und Metal) und betätigte sich in diversen Bands als Sängerin. Mit einer dieser Bands gewann sie im Alter von 17 Jahren einen Talentwettbewerb gegen die damals noch kaum bekannte schwedische Rockband Sugarplum Fairy (die ebenso wie die Band Mando Diao aus Borlänge stammt und wie diese später zu einer der bekanntesten schwedischen Bands werden sollte). Da sie sich nach eigenen Angaben in dem kleinstädtischen Umfeld jedoch nicht wohl fühlte und kaum Gelegenheit zu künstlerischer Betätigung fand, zog sie im Jahr 2005 in die schwedische Hauptstadt Stockholm um.
Nach ihrem Umzug nach Stockholm entschied sie sich, selbst Musik zu machen, und kaufte sich zu diesem Zweck ein Klavier, welches sie jedoch anfangs nur sporadisch einsetzte. Bald darauf nahm sie ihre ersten Demoaufnahmen auf und präsentierte ihre Songs bei Auftritten in kleineren Bars und Clubs. Dabei trat sie anfangs noch alleine auf und begleitete sich selbst auf dem Klavier. Nachdem ihr dies zu eintönig wurde, konnte sie zwei Bekannte aus ihrer Heimatstadt davon überzeugen, eine Band zu gründen.

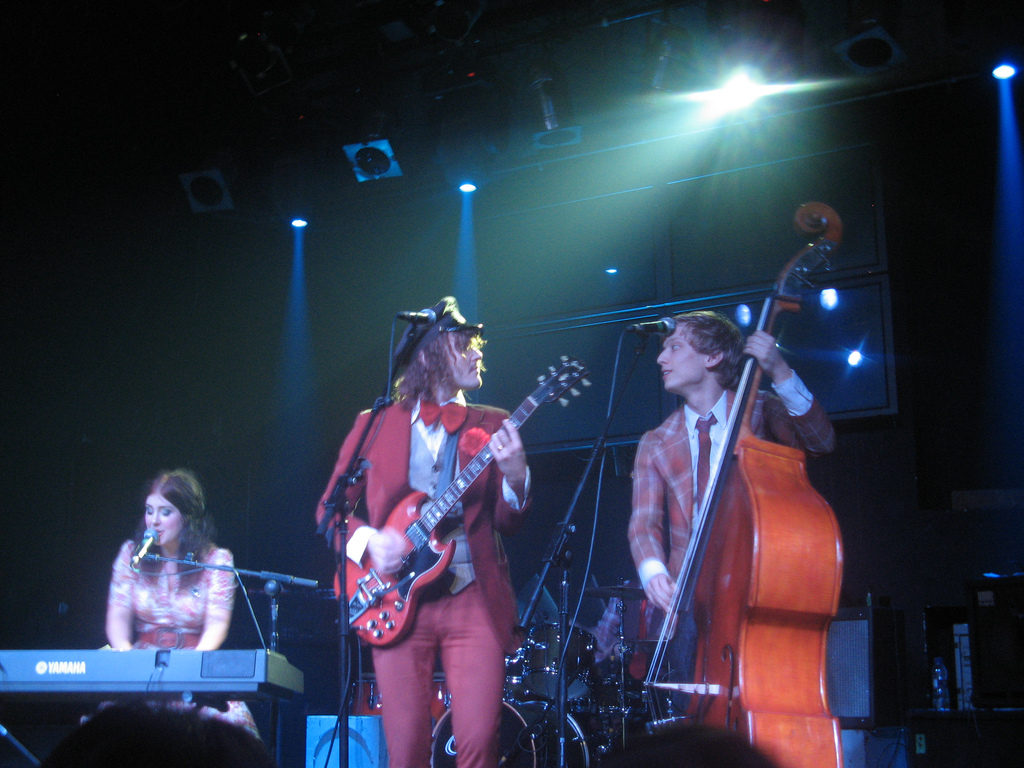
Miss Li mit Band (2007)

Mit Clas Lassbo am Kontrabass und Gustav Nahlin am Schlagzeug nahm Linda Carlsson alias Miss Li daraufhin ihre erste Single (mit dem Up-tempo-Song „Oh Boy“) auf, außerdem das Debütalbum Late Night Heartbroken Blues. Beide erschienen im November 2006 beim schwedischen Independent-Label National Records. Für einen Titel des Albums konnte sie Sonny Boy Gustafsson, den Sänger und Gitarristen der schwedischen Rockband Captain Murphy, als Duettpartner gewinnen; er wurde schließlich als Gitarrist in die Band aufgenommen und (nach der Auflösung seiner eigenen Band) auch maßgeblich am Songwriting der späteren Alben beteiligt.
Im April 2007 sang Miss Li zusammen mit der schwedisch-japanischen Musikerin Maia Hirasawa ein Duett auf deren Debütalbum Though, I’m Just Me. Im September 2007 nahm sie im Rahmen eines weiteren Gastauftritts zusammen mit dem schwedischen Sänger und Songwriter Lars Winnerbäck für dessen Album Daugava ein Duett mit dem Titel „Om du lämnade mig nu“ (schw. „Wenn du mich jetzt verließest“) auf, welches als Singleauskopplung Platz eins in den schwedischen Singlecharts erreichte, dort über ein Jahr lang vertreten blieb und Miss Li und Winnerbäck 2007 eine Grammis-Auszeichnung in der Kategorie Bestes Lied einbrachte.
Nachdem im Mai 2007 – nur sechs Monate nach Erscheinen des Debütalbums – schon das zweite Album God Put a Rainbow in the Sky erschienen war, veröffentlichte Miss Li noch im Oktober desselben Jahres ihr drittes Album Songs of a Rag Doll. Zudem erschien kurz darauf im Dezember 2007 – nur 13 Monate nach ihrer ersten Album-Veröffentlichung – schon das erste Best-of-Album Best of 061122–071122, welches zusätzlich auch noch acht neue Songs enthielt.
Nach mehreren darauffolgenden größeren Tourneen, unter anderem durch Schweden, Deutschland, Frankreich, Russland und die Vereinigten Staaten, erschien im Oktober 2008 ein weiteres, für den deutschen Markt limitiertes, selbstbetiteltes Best-of-Album. Zudem wurde Miss Li in diesem Jahr erneut für eine Grammis-Auszeichnung in der Kategorie Beste weibliche Interpretin nominiert. Im März 2009 erschien schließlich das vierte Studioalbum Dancing the Whole Way Home, welches Platz acht der schwedischen Charts erreichte.
Im März 2011 wurde das fünfte Studioalbum Beats & Bruises veröffentlicht. Im darauffolgenden Monat begab sich Miss Li auf eine Tournee durch Schweden.
Das sechste Studioalbum Tangerine Dream ist im Oktober 2012 in Schweden erschienen und wurde im September 2013 auch in Deutschland veröffentlicht. Im November 2013 fand eine Tournee durch Deutschland statt, in der "Tangerine Dream" präsentiert wurde. Außerdem bestand für die Besucher der Konzerte erstmals die Möglichkeit, das siebte Studioalbum "Wolves" zu erwerben.
Das Doppelalbum „Wolves“ erschien im Frühjahr 2013 in Schweden und später in anderen skandinavischen Ländern.
Anfang des Jahres 2015 schrieb Miss Li in Zusammenarbeit mit ihrem Mann Sonny Gustafsson den Song Don’t Stop Believing, mit dem die schwedische Künstlerin Mariette im nationalen Vorentscheid des Eurovision Song Contest antrat. Dieser und ein weiterer Song, den Miss Li zusammen mit ihrem Mann für die schwedische Komödie Hallonbåtsflyktingen geschrieben hat, verhalfen ihr zu internationaler Aufmerksamkeit, die schließlich bewirkte, dass sie zusammen mit Sonny Gustafsson und einem weiteren schwedischen Produzenten einen Vertrag als internationaler Songwriter unterschrieb.

## Kollaboration
Miss Li war als Koautorin bei der Produktion des Albums Stardust von Lena Meyer-Landrut involviert und wirkt beim Song ASAP als Duettpartnerin mit. Am 22. November 2019 erschien mit Close Your Eyes eine Single des deutschen DJs Felix Jaehn und des ebenfalls aus Deutschland stammenden Musikprojektes Vize, bei dem Li als Gastsängerin in Erscheinung trat. Das Elektropopstück über Gesundheitspsychologie erreichte in Deutschland Platz 69 der Singlecharts und wurde nach Plastic Faces zu Li’s zweitem Charterfolg als Interpretin. In ihrer Heimat ist es bereits ihr 15. Charterfolg. Als Autorin ist Close Your Eyes Li’s vierter Charterfolg in Deutschland.

## Diskografie

### Alben
| Jahr | Titel                           | Höchstplatzierung, Gesamtwochen, AuszeichnungChartplatzierungen (Jahr, Titel, Platzierungen, Wochen, Auszeichnungen, Anmerkungen) | Höchstplatzierung, Gesamtwochen, AuszeichnungChartplatzierungen (Jahr, Titel, Platzierungen, Wochen, Auszeichnungen, Anmerkungen) | Anmerkungen                                        |
| Jahr | Titel                           | SE | DE | Anmerkungen                                        |
| ---- | ------------------------------- | --- | --- | -------------------------------------------------- |
| 2007 | Late Night Heartbroken Blues    | SE60 (1 Wo.)SE | — | Erstveröffentlichung: 22. November 2006            |
| 2007 | God Put a Rainbow in the Sky    | SE29 (8 Wo.)SE | — | Erstveröffentlichung: 5. Februar 2007              |
| 2007 | Songs of a Rag Doll             | SE23 (12 Wo.)SE | — | Erstveröffentlichung: 19. Oktober 2007             |
| 2008 | Best of 061122–071122           | SE11 (20 Wo.)SE | — | Erstveröffentlichung: 5. Juli 2008 Kompilation     |
| 2009 | Dancing the Whole Way Home      | SE8 (12 Wo.)SE | — | Erstveröffentlichung: 31. März 2009                |
| 2011 | Beats & Bruises                 | SE13 (6 Wo.)SE | — | Erstveröffentlichung: 16. März 2011                |
| 2012 | Tangerine Dream                 | SE11 (16 Wo.)SE | DE91 (1 Wo.)DE | Erstveröffentlichung: 20. September 2012           |
| 2012 | Singles and Selected            | SE15 (25 Wo.)SE | — | Erstveröffentlichung: 7. November 2012 Kompilation |
| 2013 | Wolves                          | SE2 Platin · (18 Wo.)SE | — | Erstveröffentlichung: 10. April 2013               |
| 2017 | A Woman’s Guide to Survival     | SE27 (2 Wo.)SE | — | Erstveröffentlichung: 24. November 2017            |
| 2021 | Underbart i all misär           | SE1 (117 Wo.)SE | — | Erstveröffentlichung: 24. September 2021           |
| 2024 | Livet, döden, skiten däremellan | SE5 (… Wo.)SE | — | Erstveröffentlichung: 11. Oktober 2024             |

Weitere Alben
- 2019: Så mycket bättre – Tolkningarna

### Singles
| Jahr | Titel Album                                             | Höchstplatzierung, Gesamtwochen, AuszeichnungChartplatzierungen (Jahr, Titel, Album, Platzierungen, Wochen, Auszeichnungen, Anmerkungen) | Höchstplatzierung, Gesamtwochen, AuszeichnungChartplatzierungen (Jahr, Titel, Album, Platzierungen, Wochen, Auszeichnungen, Anmerkungen) | Höchstplatzierung, Gesamtwochen, AuszeichnungChartplatzierungen (Jahr, Titel, Album, Platzierungen, Wochen, Auszeichnungen, Anmerkungen) | Anmerkungen                                                                      |
| Jahr | Titel Album                                             | SE | DE | AT | Anmerkungen                                                                      |
| --- | ------------------------------------------------------- | --- | --- | --- | -------------------------------------------------------------------------------- |
| 2007 | Oh Boy Late Night Heartbroken Blues                     | SE8 (8 Wo.)SE | — | — | Erstveröffentlichung: 15. November 2006 Charteinstieg in Schweden erst 2008      |
| 2007 | I’m Sorry, He’s Mine God Put a Rainbow in the Sky       | SE46 (1 Wo.)SE | — | — | Erstveröffentlichung: 17. Mai 2007                                               |
| 2007 | Om du lämnade mig nu Daugava                            | SE1 ×2Doppelplatin · (54 Wo.)SE | — | — | mit Lars Winnerbäck                                                              |
| 2008 | Ba ba ba Songs of a Rag Doll                            | SE42 (1 Wo.)SE | — | — |                                                                                  |
| 2009 | I Heard of a Girl Dancing the Whole Way Home            | SE39 (3 Wo.)SE | — | — |                                                                                  |
| 2012 | Här kommer natten Wolves                                | SE16 Gold · (14 Wo.)SE | — | — |                                                                                  |
| 2012 | Nåt för dom som väntar Wolves                           | SE40 (5 Wo.)SE | — | — |                                                                                  |
| 2012 | 1:a gången Wolves                                       | SE19 Gold · (11 Wo.)SE | — | — |                                                                                  |
| 2013 | Lovekiller Wolves                                       | SE47 (1 Wo.)SE | — | — |                                                                                  |
| 2013 | Plastic Faces Tangerine Dream                           | — | DE57 (1 Wo.)DE | — | Erstveröffentlichung: 27. August 2013                                            |
| 2018 | Den vintertid nu kommer –                               | SE23 Gold · (32 Wo.)SE | — | — | Erstveröffentlichung: 26. Oktober 2018                                           |
| 2019 | Lev nu dö sen Så mycket bättre – Tolkningarna           | SE1 ×5Fünffachplatin · (96 Wo.)SE | — | — | Erstveröffentlichung: 19. Oktober 2019                                           |
| 2019 | Until It All Ends Så mycket bättre – Tolkningarna       | SE69 (4 Wo.)SE | — | — | Erstveröffentlichung: 26. Oktober 2019                                           |
| 2019 | Everything’s Alright Så mycket bättre – Tolkningarna    | SE61 (4 Wo.)SE | — | — | Erstveröffentlichung: 2. November 2019                                           |
| 2019 | Då börjar fåglar sjunga Så mycket bättre – Tolkningarna | SE19 (9 Wo.)SE | — | — | Erstveröffentlichung: 9. November 2019                                           |
| 2019 | Close Your Eyes Breathe                                 | SE63 (7 Wo.)SE | DE21 Platin · (34 Wo.)DE | AT24 ×2Doppelplatin · (23 Wo.)AT | Erstveröffentlichung: 22. November 2019 Felix Jaehn & Vize feat. Miss Li         |
| 2019 | Kaffe och en cigarett Så mycket bättre – Tolkningarna   | SE46 (2 Wo.)SE | — | — | Erstveröffentlichung: 23. November 2019                                          |
| 2020 | Komplicerad / Complicated Underbart i all misär         | SE2 ×3Dreifachplatin · (88 Wo.)SE | — | — | Erstveröffentlichung: 28. Februar 2020                                           |
| 2020 | Starkare Underbart i all misär                          | SE26 (12 Wo.)SE | — | — | Erstveröffentlichung: 29. Mai 2020                                               |
| 2020 | Terapi Underbart i all misär                            | SE39 (2 Wo.)SE | — | — | Erstveröffentlichung: 2. Oktober 2020                                            |
| 2021 | Förlåt Underbart i all misär                            | SE27 (16 Wo.)SE | — | — | Erstveröffentlichung: 22. Januar 2021                                            |
| 2021 | Instruktionsboken Underbart i all misär                 | SE18 (64 Wo.)SE | — | — | Erstveröffentlichung: 23. April 2021                                             |
| 2021 | Utan dig Underbart i all misär                          | SE26 (12 Wo.)SE | — | — | Erstveröffentlichung: 20. August 2021                                            |
| 2022 | X Livet, döden, skiten däremellan                       | SE2 (74 Wo.)SE | — | — | Erstveröffentlichung: 18. März 2022                                              |
| 2022 | Hälsa gud Livet, döden, skiten däremellan               | SE4 (58 Wo.)SE | — | — | Erstveröffentlichung: 28. Oktober 2022                                           |
| 2023 | Ålderdomshemmet Livet, döden, skiten däremellan         | SE16 (28 Wo.)SE | — | — | Erstveröffentlichung: 31. März 2023                                              |
| 2023 | Våran sång –                                            | SE4 (17 Wo.)SE | — | — | Erstveröffentlichung: 9. Juni 2023 offizieller Song zur Fußballweltmeisterschaft |
| 2024 | Misstag Livet, döden, skiten däremellan                 | SE12 Platin · (39 Wo.)SE | — | — | Erstveröffentlichung: 23. Februar 2024                                           |
| 2024 | Maraton Livet, döden, skiten däremellan                 | SE8 Platin · (31 Wo.)SE | — | — | Erstveröffentlichung: 12. April 2024 feat. Eah Jé                                |
| 2024 | Verktygslådan Livet, döden, skiten däremellan           | SE24 (8 Wo.)SE | — | — | Erstveröffentlichung: 14. Juni 2024                                              |
| 2024 | Småstadsdrömmar Livet, döden, skiten däremellan         | SE20 (11 Wo.)SE | — | — | Erstveröffentlichung: 13. September 2024                                         |
| Folgende Lieder erschienen nicht als Single, wurden aber durch das Album zum Download und Streaming bereitgestellt und konnten somit eine Platzierung erlangen: |                                                         | | | |                                                                                  |
| |                                                         | | | |                                                                                  |
| 2021 | Tidsmaskin Underbart i all misär                        | SE36 (1 Wo.)SE | — | — |                                                                                  |
| 2024 | På Måndag Livet, döden, skiten däremellan               | SE27 (23 Wo.)SE | — | — |                                                                                  |

Weitere Singles
- 2007: High on You
- 2007: Good Morning
- 2007: Let Her Go
- 2007: Gotta Leave My Troubles Behind
- 2009: Dancing the Whole Way Home
- 2009: Stupid Girl
- 2010: Bourgeois shangri-la (feat. Amanda Jenssen)
- 2011: I Can’t Get You Off My Mind
- 2011: You Could Have It (So Much Better Without Me)
- 2011: Hit It
- 2012: My Heart Goes Boom
- 2013: Spaceship
- 2016: Bonfire
- 2017: Aqualung
- 2017: Love Hurts
- 2017: The Day I Die (I Want You to Celebrate)
- 2018: Aqualung (Remix mit Nause)
- 2019: Blommorna (mit Petter)
- 2019: Second Life Replay

## Auszeichnungen für Musikverkäufe
| Goldene Schallplatte - Brasilien - 2024: für die Single Close Your Eyes - Norwegen - 2025: für das Album Underbart i all misär - 2025: für die Single X | Platin-Schallplatte - Norwegen - 2025: für die Single Komplicerad - 2025: für die Single Complicated 2× Platin-Schallplatte - Polen - 2021: für die Single Close Your Eyes |

Anmerkung: Auszeichnungen in Ländern aus den Charttabellen bzw. Chartboxen sind in ebendiesen zu finden.
| Land/RegionAuszeichnungen für Musikverkäufe (Land/Region, Auszeichnungen, Verkäufe, Quellen) | Gold     | Platin       | Verkäufe  | Quellen              |
| -------------------------------------------------------------------------------------------- | -------- | ------------ | --------- | -------------------- |
| Brasilien (PMB)                                                                              | Gold1    | —            | 20.000    | pro-musicabr.org.br  |
| Deutschland (BVMI)                                                                           | —        | Platin1      | 400.000   | musikindustrie.de    |
| Norwegen (IFPI)                                                                              | 2× Gold2 | 2× Platin2   | 160.000   | ifpi.no              |
| Österreich (IFPI)                                                                            | —        | 2× Platin2   | 60.000    | ifpi.at              |
| Polen (ZPAV)                                                                                 | —        | 2× Platin2   | 100.000   | olis.pl              |
| Schweden (IFPI)                                                                              | 3× Gold3 | 13× Platin13 | 1.040.000 | sverigetopplistan.se |
| Insgesamt                                                                                    | 6× Gold6 | 20× Platin20 |           |                      |